# Hermann Schwamm
Hermann Schwamm (* 4. Januar 1900 in Wattenheim; † 19. August 1954 in Landau in der Pfalz) war ein deutscher Priester und römisch-katholischer Theologe.

## Leben
Er war der Sohn eines Lehrers, leistete von August bis November 1918 Wehrdienst und studierte 1919 bis 1928 an der Pontificia Universitas Gregoriana Philosophie sowie Theologie. Nach der Priesterweihe 1925 und der Promotion 1928 erforschte Schwamm von 1929 bis 1932 an der Bayerischen Staatsbibliothek mittelalterliche Handschriften zur Vorbereitung der Habilitationsschrift. Dann war er als Priester des Bistums Speyer tätig. 1932 wurde er Domvikar in Speyer, 1933–1939 Regens des Priesterseminars zu Maria Rosenberg.
1932 war die Habilitation (1932) in Dogmatik und Dogmengeschichte an der Universität Freiburg im Breisgau erfolgt. 1936 bis 1940 wirkte er dort als Lehrstuhlvertreter, 1940 entzog man ihm durch das Reichsministerium für Wissenschaft, Erziehung und Volksbildung die Lehrbefugnis. 1946 bis 1954 wirkte Hermann Schwamm als Professor für Apologetik und Religionswissenschaft in Mainz.

## Schriften (Auswahl)
- Magistri Ioannis de Ripa O. F. M. Doctrina de praescientia divina. Inquisitio historica. Rom 1930, OCLC 247585223.
- Robert Cowton O. F. M. über das göttliche Vorherwissen. Innsbruck 1931, OCLC 1068468094.
- Das göttliche Vorherwissen bei Duns Scotus und seinen ersten Anhängern. Innsbruck 1934, OCLC 4335670.